# Aradus alaskanus
Aradus alaskanus är en insektsart som beskrevs av Nicholas A. Kormilev och Ernst Heiss 1979. Aradus alaskanus ingår i släktet Aradus och familjen barkskinnbaggar. Inga underarter finns listade i Catalogue of Life.